# Продвижение сайта
Продвижение сайта — комплекс мер (стратегий, приемов и методов) используемых для повышения видимости и посещаемости веб-сайта. Может включать в себя поисковую оптимизацию (SEO), контент-маркетинг, маркетинг в социальных сетях, e-mail маркетинг и платную рекламу. Результатом продвижения сайта чаще всего считается привлечение большего количества посетителей и повышения вовлеченности пользователей.

## Способы (каналы) привлечения посетителей на сайт
Основными каналами привлечения посетителей в Интернете считаются следующие:
- Поисковая оптимизация, продвижение сайта, seo — оптимизация сайта с целью получения высоких рангов в поисковой системе по запросам, отвечающим тематике сайта;
- Контекстная реклама — показ рекламных объявлений пользователям, заинтересованным в них в данный момент;
- Медийная реклама — показ рекламных баннеров на сайтах;
- Отраслевые и прайс-агрегаторы — представляют собой площадки с каталогами товаров от разных компаний;
- Таргетированная реклама в социальных сетях позволяет показывать рекламные объявления в соответствии с демографическими характеристиками и персональными интересами пользователя;
- Партнерские программы;
- Видеореклама и мобильная реклама с 2018-го года постепенно набирала обороты, особенно мобильная реклама, темпы роста которой, по различным оценкам, превышали 40 % в год. По состоянию на 2023 год интернетом пользуются примерно 67% населения мира, или около 5,4 миллиарда человек. Из них около 4,6 миллиарда человек, что соответствует 57% мирового населения, пользуются мобильным интернетом.[2]
- Email-маркетинг — полезные рассылки по электронной почте пользователям, давшим на это добровольное согласие;
- Контент-маркетинг — привлечение пользователей за счёт публикации полезного контента. Это тот контент, который решает проблему читателя;
- SMM — создание лояльной аудитории в социальных сетях благодаря публикации полезной информации и общению с потенциальными потребителями.

## Поисковое продвижение
Одним из важнейших этапов продвижения сайта является поисковая оптимизация (SEO), которая представляет собой комплекс мер по повышению позиции сайта в поисковых системах, и, таким образом, позволяет увеличить его целевую посещаемость.
На позицию сайта в выдаче поисковой системы влияет множество факторов, которые делятся на внешние и внутренние.

### Внутренние факторы
Внутренние факторы определяются самим сайтом (его контентом, структурой, заголовком, количеством и плотностью ключевых слов и т. д. В общем — степенью оптимизации сайта под тот или иной поисковый запрос).
Основные внутренние факторы:
- Название домена. Поисковые системы учитывают наличие ключевых слов в названии домена в виде транслита, английского слова, либо русского слова в русскоязычных доменах. Также учитывается региональная принадлежность домена.
- Заголовок страницы. Должен содержать ключевые слова. Желательно, чтобы они были в той же форме, что и запрос пользователя в поисковой системе (например, если пользователь вводит запрос «большой слон», то страница с заголовком, содержащим фразу «большой слон» при всех прочих равных условиях будет выше, чем страница, в заголовке которой присутствует фраза «большие слоны»). Причём лучше, чтобы эта фраза находилась в начале заголовка. Рекомендуется не превышать 60 знаков содержание элемента title (лучше измерять данную величину в px, для поисковой системы Google максимальная длина Title составляет 512 пикселей)
- Текст на странице (контент), наличие в нём ключевых слов, которые пользователь набирает в поисковой системе для поиска предоставляемой вами информации.
  - Наличие ключевых слов в тексте страницы, соотношение количества ключевых слов к общему количеству слов.
  - Выделение ключевых слов заголовками h1, h2…. (заголовок H1 используется только один раз на странице!)
  - Близостью ключевых слов к началу страницы
- Количество страниц
  - Общее количество ссылок на сайте. При этом нужно разделять все ссылки на внутренние и внешние. Для разных поисковых систем существуют рекомендации по количеству этих ссылок.
- HTML-разметка
  - Наличие в коде страницы мета-тегов title, description и keywords (не учитывается данный мета-тег).
  - атрибут alt у картинок должен содержать ключевые слова для поиска данной картинки.
  - ссылки должны быть выполнены с помощью тега <a>. Если ссылка выполнена с помощью JavaScript, то такая ссылка поисковой системой не учитывается. Если вы хотите, чтобы она была учтена, необходимо её продублировать обычной HTML — ссылкой.
  - meta name="revisit-after" content="ХХdays"
  - Сама разметка должна быть по возможности хорошо структурированной и без ошибок.
- Мета-теги в порядке важности: title, description, keywords. Содержимое тега description отображается некоторыми поисковыми системами как текст под ссылкой на сайт в выдаче (сниппет). Также в сниппет может попасть title или один из заголовков страницы, на которую он ссылается, в зависимости от того, какой текст сочтет наиболее релевантным запросу поисковый алгоритм. Содержимое тега keywords учитывается при определении соответствия страницы поисковому запросу[3]. В значении атрибута description не желательно наличие более 200 знаков. В значении атрибута keywords не должно быть более 1000 знаков. В Яндексе отображается и учитывается не более 15 слов метатега title.
- «Внутренняя перелинковка» — ссылки между страницами сайта.

### Внешние факторы
Внешние факторы определяются другими сайтами.
Среди внешних факторов продвижения сайта можно выделить такие, как поведенческие факторы, естественность, количество и качество ссылок на сайт (ссылочное ранжирование), PR в Google (прямо пропорционален количеству ссылающихся страниц, их PR, делённому на количество ссылок с этих страниц), тематический индекс цитирования в Яндексе (ТИЦ) (влияет в основном на позицию сайта в Яндекс-каталоге и на стоимость ссылки с данного сайта на другой сайт) и другие. Стоит отметить, что внешние факторы оказывают очень значительное влияние и позволяют обойти конкурентов даже при более слабой внутренней оптимизации страницы сайта.
Влияние тех или иных факторов на позицию сайта в выдаче поисковой системы весьма относительно, зависит от самой поисковой системы, и меняется со временем. То есть то, что позволяло занять ведущие позиции в прошлом, в будущем может уже не работать. Это связано как с развитием поисковых систем с целью обеспечить наиболее удобный и простой поиск, так и с борьбой поисковых систем против искусственного повышения позиций сайта в выдаче. На сегодняшний день самыми важными факторами являются поведенческие.
Google не учитывает для целей ранжирования поведенческие факторы.
Яндекс отменил ссылочное ранжирование, оставив поведенческий фактор в 2014 г.

## Затраты
Стоимость продвижения сайта складывается из единоразовых и постоянных затрат.
Единоразовые затраты:
- анализ конкуренции
- составление ссылочной стратегии
- содержание сайта
- составление семантического ядра
- оптимизация внутренних факторов
- улучшение дизайна
- настройка веб-аналитики

Постоянные затраты:
- контекстная реклама
- баннеры
- ссылочный бюджет
- работа специалистов
- вирусный маркетинг
- обновление контента
- проверка позиций в поисковых системах
- периодическое отслеживание позиций и изменения в рекламных кампаниях
- написание и публикация пресс-релизов и статей